# ساختمان سولو
ساختمان سولو، (به انگلیسی: Solow Building) آسمان‌خراش ۵۰ طبقه به ارتفاع ۲۱۰ متر، با کاربری اداری-تجاری است، که در منهتن، نیویورک، در کشور ایالات متحده آمریکا مستقر می‌باشد. پروژه ساخت این ساختمان در سال ۱۹۶۸ آغاز شد و در سال ۱۹۷۴ تکمیل و افتتاح گردید. دفتر مرکزی شرکت مدیریت آپولو در این ساختمان مستقر می‌باشد.